# Pavetta petiolaris
Pavetta petiolaris là một loài thực vật có hoa trong họ Thiến thảo. Loài này được Wall. ex Craib mô tả khoa học đầu tiên năm 1932.